# Суслово (Алтайский край)
Су́слово — село в Мамонтовском районе Алтайском крае России. Административный центр и единственный населённый пункт Сусловского сельсовета.

## История
Основано в 1720 году. В 1928 году село состояло из 458 хозяйств, основное население — русские. В административном отношении являлось центром Сусловского сельсовета Мамонтовского района Барнаульского округа Сибирского края.

## Население
| 1926 | 1997  | 1998  | 1999  | 2000  | 2001  | 2002 | 2003 | 2004 | 2005 |
| ---- | ----- | ----- | ----- | ----- | ----- | ---- | ---- | ---- | ---- |
| 2335 | ↘1090 | ↘1079 | ↘1056 | ↘1034 | ↘1029 | ↘993 | ↘946 | ↘934 | ↗956 |
| 2006 | 2007  | 2008  | 2009  | 2010  | 2011  | 2012 | 2013 | 2014 | 2015 |
| ↘935 | ↘869  | ↘829  | ↗832  | ↘788  | ↘784  | ↘779 | ↘745 | ↘724 | ↘690 |
| 2016 | 2017  | 2018  | 2019  | 2020  | 2021  |      |      |      |      |
| ↘681 | ↘661  | ↘651  | ↘623  | ↘620  | ↘609  |      |      |      |      |

### Национальный состав
Согласно результатам переписи 2002 года, в национальной структуре населения русские составляли 93 %.

## Улицы
| - ул. Краснознаменская, - ул. Молодёжная, - ул. Пантюшина, | - ул. Партизанская, - ул. Рабочая, - ул. Садовая, | - ул. Сибирская, - ул. Советская, - ул. Солнечная. |